# Forsmark atomkraftværk
Forsmark atomkraftværk er et atomkraftværk udenfor jernbrydningsdistriktet Forsmark i Östhammars kommun.
Værket har tre reaktorer og den totale elektriske effekt er efter de seneste effektforbedringer 3102 MW.

## Historie
I 1973 dannedes Forsmarks Kraftgrupp (FKG) af Vattenfall og Mellansvensk Kraftgrupp AB. FKG købte to år senere Forsmarks bruk (dvs. jernbrydnings og forarbejdningsområde) af greve Ludvig af Ugglas.
Reaktoren Forsmark 1 kobledes på elnettet for første gang den 5. juni 1980 og kom i kommerciel drift 10. december samme år. Dens tvillingreaktor Forsmark 2 kobledes på 15. december 1980 og kommerciel drift indledtes 7. juli året efter. De er i princippet identiske kogvandsreaktorer med en effekt på omtrent 1000 MW. Den tredje reaktor Forsmark 3 kobledes på den 3. marts 1985 og var i fuld kommerciel drift 21. august samme år.

## Ejerforhold
Forsmarks atomkraftværk ejes af Forsmarks kraftgrupp, som igen ejes af Vattenfall AB (66 %), Mellansvensk Kraftgrupp AB (25½ %) og E.ON Kärnkraft Sverige AB (8½ %). Mellansvensk Kraftgrupp ejes af Fortum Generation AB (87 %), Skellefteå Kraft AB (7,7 %) og E.ON Kärnkraft Sverige AB (5,3 %).
| Reaktorblok | Reaktortype | Termisk effekt              | Netto- ydelse | Byggestart | Net- tilslutning | Kommerciel drift |  |
| ----------- | ----------- | --------------------------- | ------------- | ---------- | ---------------- | ---------------- |  |
| Forsmark 1  | BWR         | Tidligere 1017 MW højere nu | 1015 MW       | 1973       | 1980             | 1980             |  |
| Forsmark 2  | BWR         | 1006 MW                     | 968MW         | 1973       | 1980             | 1981             |  |
| Forsmark 3  | BWR         | 3300 MW                     | 1190 MW       | 1980       | 1985             | 1985             |  |

Forsmark 3 er den kraftigste af værkets reaktorer, og sammen med den i princippet identiske Oskarshamn 3, også den yngste reaktor i Sverige.
Forsmark 3 er også en kogvandsreaktor men turbinebladene er mere effektive. Nettoeffekten for Forsmark 3 er 1190 MW, efter at at turbinerne blev udskiftet med lavtryks-turbiner i 2004. Disse turbiners blade er beregnet tredimensionelt i computere og har en bedre virkningsgrad.

## Affalds-deponering
Forsmark er det foreslåede sted for den endelige deponering af brugt brændsel fra alle Sveriges atomreaktorer, følgende den såkaldte KBS-3 proces. Det nye sted skal i givet fald ligge ved siden af det allerede eksisterende område for endelig opbevaring af radioaktivt affald , men de to steder vil ikke være forbundne med hinanden.

## April 1986
Den 27. april 1986 blev usædvanlig høje niveauer af radioaktivitet målt på tøjet af værkets ansatte, hvilket førte til bekymring om en radioaktiv læk. Ingen læk blev fundet, og det blev efterfølgende fastslået, at radioaktiviteten stammede fra Tjernobyl, hvor en reaktor var eksploderet den foregående dag. Tjernobyl ligger ca. 1.100 km. fra værket. Svenskerne blev på denne måde de første til at alarmere verden om Tjernobylulykken.

### Hændelsen juli 2006
Klokken 13:20 den 25. juli 2006 indtraf en kortslutning i en transformator udenfor Forsmark 1. Spændingsstransienter forplantede sig gennem kraftværkets elsystem og i nogle sekunder varierede spændingen mellem ca. 80 og 120 % af hvad de skal være. Reaktorens effekt blev automatisk og umiddelbart sat ned. Aggregat-afbrydere, ensrettere, vekselrettere m.m. sloges ud. Ved en sådan hændelse skal kraftværkets egne nød-elsystemer overtage elforsyningnen. Kraftværket har fire dieselgeneratorer og batterier for at sikre tilgang af el i alle situationer. Men kun to af de fire dieselgeneratorer startede. Det er dog tilstrækkeligt, at to generatorer starter, for at el-forsyningen skal være sikret.
Efter 23 minutter startedes de to sidste generatorer manuelt. Selvom reaktoren er blevet hurtigt lukket ned, så behøver den alligevel køling. Måling af strøm fra batterierne var også slået ud, på grund af transienter og overspændinger. Dette første til at et flertal vigtige sikkerhedssystemer, computere og måleinstrumeneter blev spændingsløse. Efter cirka 30 sekunder lukkedes reaktoren ned. Flere meget vigtige instrumenter, for eksempel til måling af vandniveauet i reaktoren var ikke pålidelige. Statens kärnkraftinspektion klasserede efterfølgende hændelsen som "mycket allvarlig". Hændelsen er klasseret som en INES 2 (skala 0-7), hvilket betyder "Forringelse i anlæggets sikkerhedssystem" og tilhører de tre laveste niveauer.

## Eksterne links
- Forsmarks Kraftgrupp AB Arkiveret 29. oktober 2005 hos  Wayback Machine
- SKI-utredning av Forsmark 1 Arkiveret 24. september 2006 hos  Wayback Machine, 2006-08-01.
- SKI: Mer detaljerad beskrivning

60°24′12″N 18°10′0″Ø / 60.40333°N 18.16667°Ø
|  | Infoboks uden skabelon Denne artikel har en infoboks dannet af en tabel eller tilsvarende. |